# Hypotrigona araujoi
Hypotrigona araujoi là một loài Hymenoptera trong họ Apidae. Loài này được Michener mô tả khoa học năm 1959.